# Лука Камб'язо
Лука Камб'язо (також Камб'язі, Канджаджо, італ. Luca Cambiaso, 18 жовтня 1527, Монелья, Генуя, Італія — 1585, Ескоріал, Іспанія) — італійський художник доби пізнього Відродження і маньєризму. Малював фрески, релігійні і міфологічні картини. Представник Генуезької школи живопису

## Біографія
Народився в Монельї. Син художника Джованні Камб'язо (1495—1579), від якого отримав перші навички малювання і праці з фарбами.

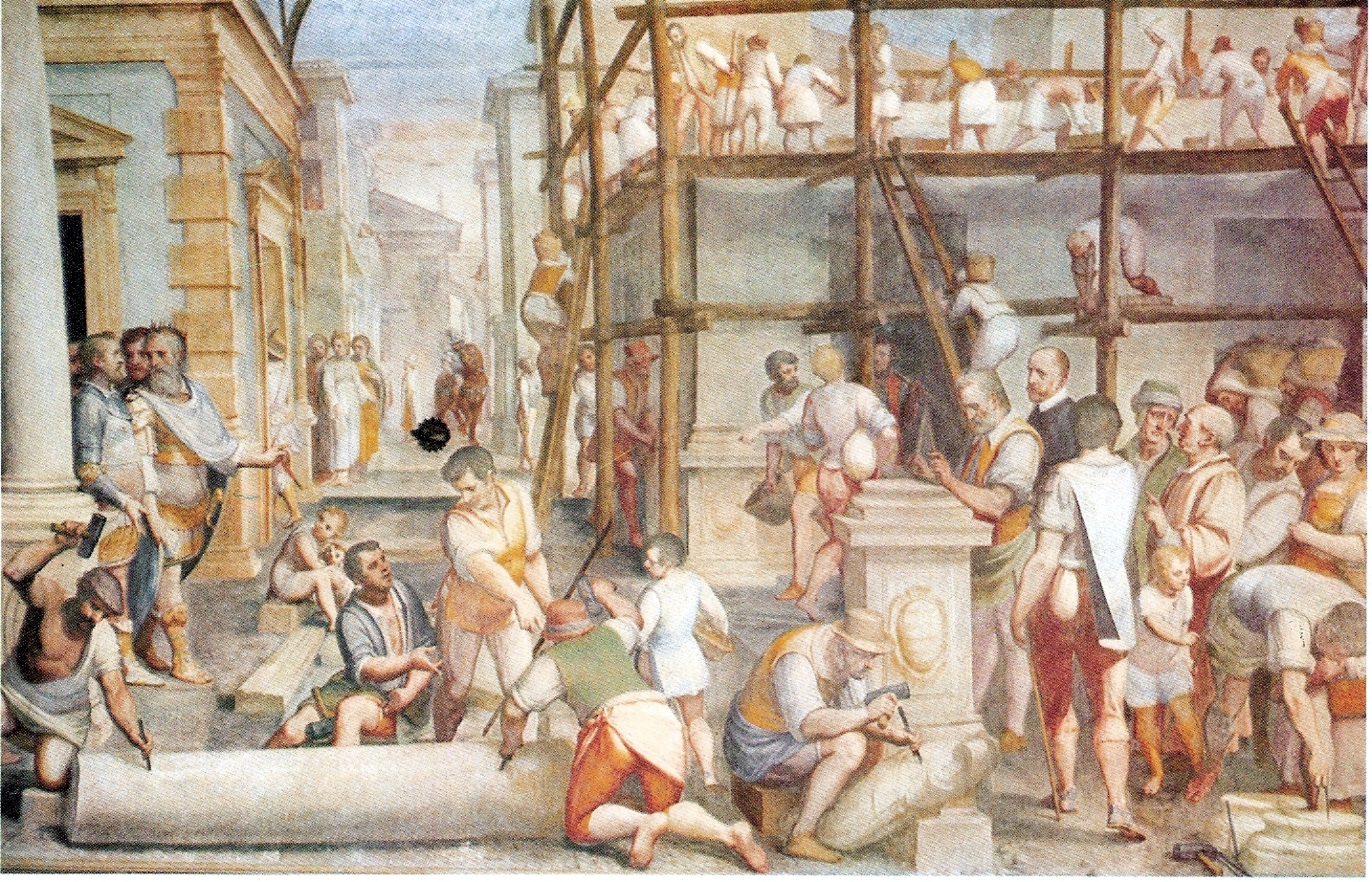
Лука Камб'язо. Фреска "Нова вулиця."Палаццо Леркарі — Пароді.

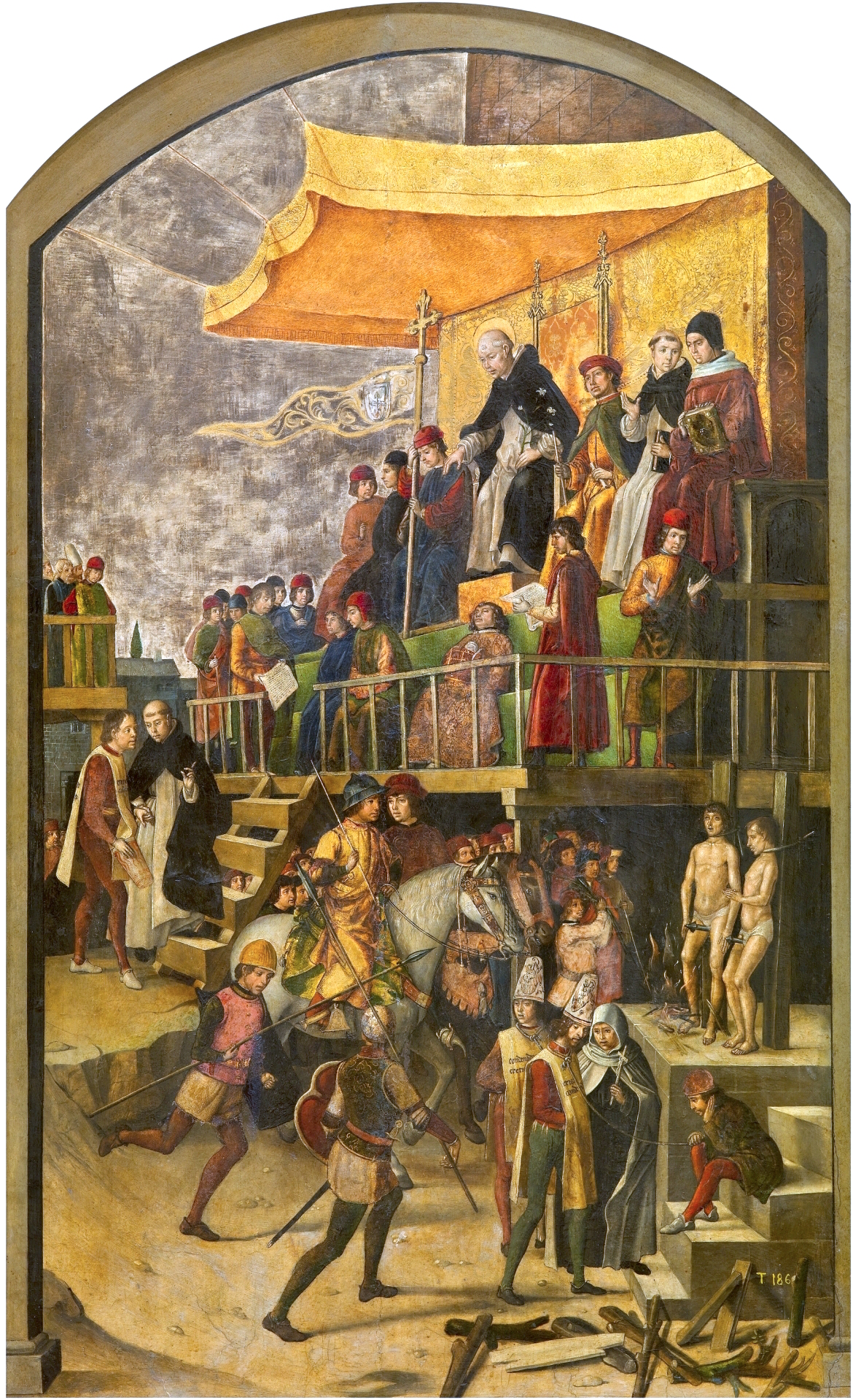
Худ. Педро Берругете. Спалення єретиків в Іспанії.

На художню манеру Луки мали вплив твори художників Порденоне , Періно дель Вага, Беккафумі, Паоло Веронезе.
Працював в багатьох містах Лігурії, Римі.
Займався декоративними роботами по оздобленню фасадів і інтер'єрів палаців Генуї (палаццо Доріа, нині Префектура, палаццо Мерідіана, палаццо Імперіалі Терральба) разом з Маркантоніо Кальві, учнем свого батька. В римський період творчості орієнтувався на зразки мистецтва авторитетного в Ватикані Рафаеля Санті, пізнішн на твори Антоніо Корреджо і Якопо Тінторетто.
Був одруженим. Після смерті дружини жив без вінчання в церкві з сестрою померлої дружини. Намагався отримати дозвіл на шлюб з нею, але папа римський дозволу не дав. Мав сина — Ораціо Камб'язі, що теж був художником.
У 1583 році був запрошений до Іспанії королем Феліпом II і працював в Ескоріалі.

## Доба католицької реакції
Життя і творчість Луки Камб'язо припали на добу посилення католицької реакції на всі сфери політичної і духовної діяльності. Папа римський Павло ІІІ (понтифікат 1534—1549) вводить церковну цензуру, відновив інквізицію в Італії. В 1540 році засновано орден єзуїтів, що стали в авангарді боротьби католицтва з наслідками гуманізму і протестантськими віровченнями всіх напрямків. Почалося друкування Індексу заборонених книг. Посилився і контроль за відповідністю витворів мистецтва догматам католицизму. Дійшло до видання у 1564 книги з аналізом помилок і гріховних зображень в церковних образах з позицій папського Риму. Все це значно обмежувало коло дозволених тем в живопису, скульптурі, графіці чи в стильових засобах виконання. Церква підтримувала аскетизм, сувору порядність, відданість церкві і її віровченню, релігійний фанатизм. Кардинал Олессандро Фарнезе особисто спостерігав за сюжетами стінописів, що робили художники Цуккарі в його замку Капрарола. Папа римський Пій V наказав заховати всі оголені скульптури, що були в Ватикані. За наказом іншого папи — Павла IV — художник одягав оголені тіла на фресці Мікеланджело «Страшний Суд» в Ватикані.
Переїзд Луки Камб'язо в Ескоріал (Іспанія)не позначилися отриманням волі. З одних супільних утисків він потрапив в другі. Обмеженішим було і коло сюжетів, що міг розробляти художник.

## Релігійні образа Луки Камб'язо

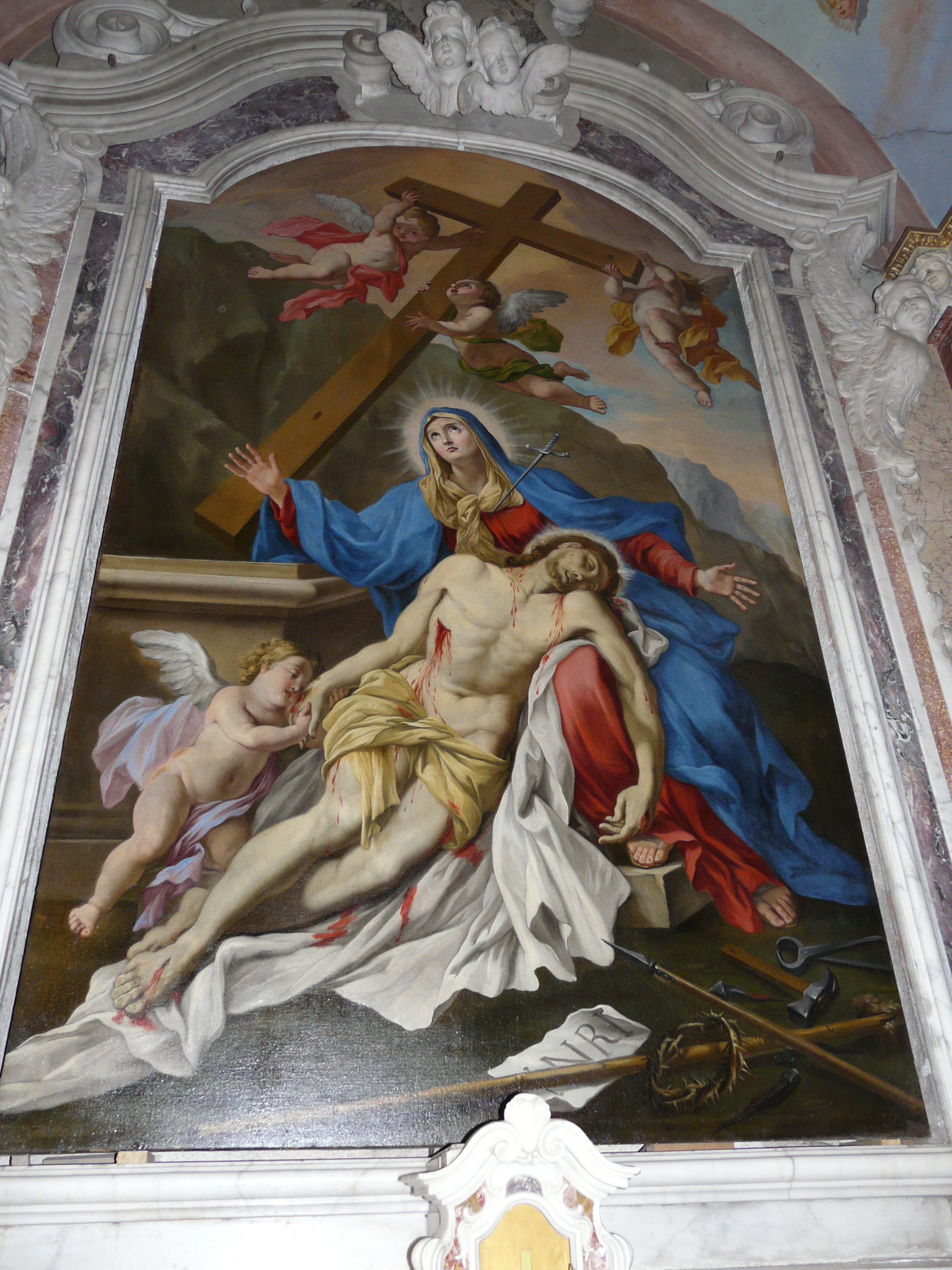
Оплакування Христа. Рапалло, Італія
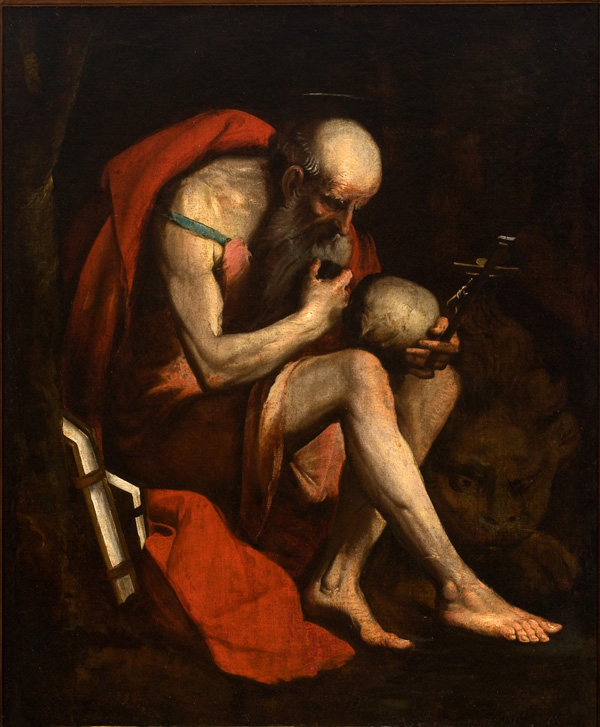
Святий Єронім в пустелі. Ріо де Жанейро, Бразилія.
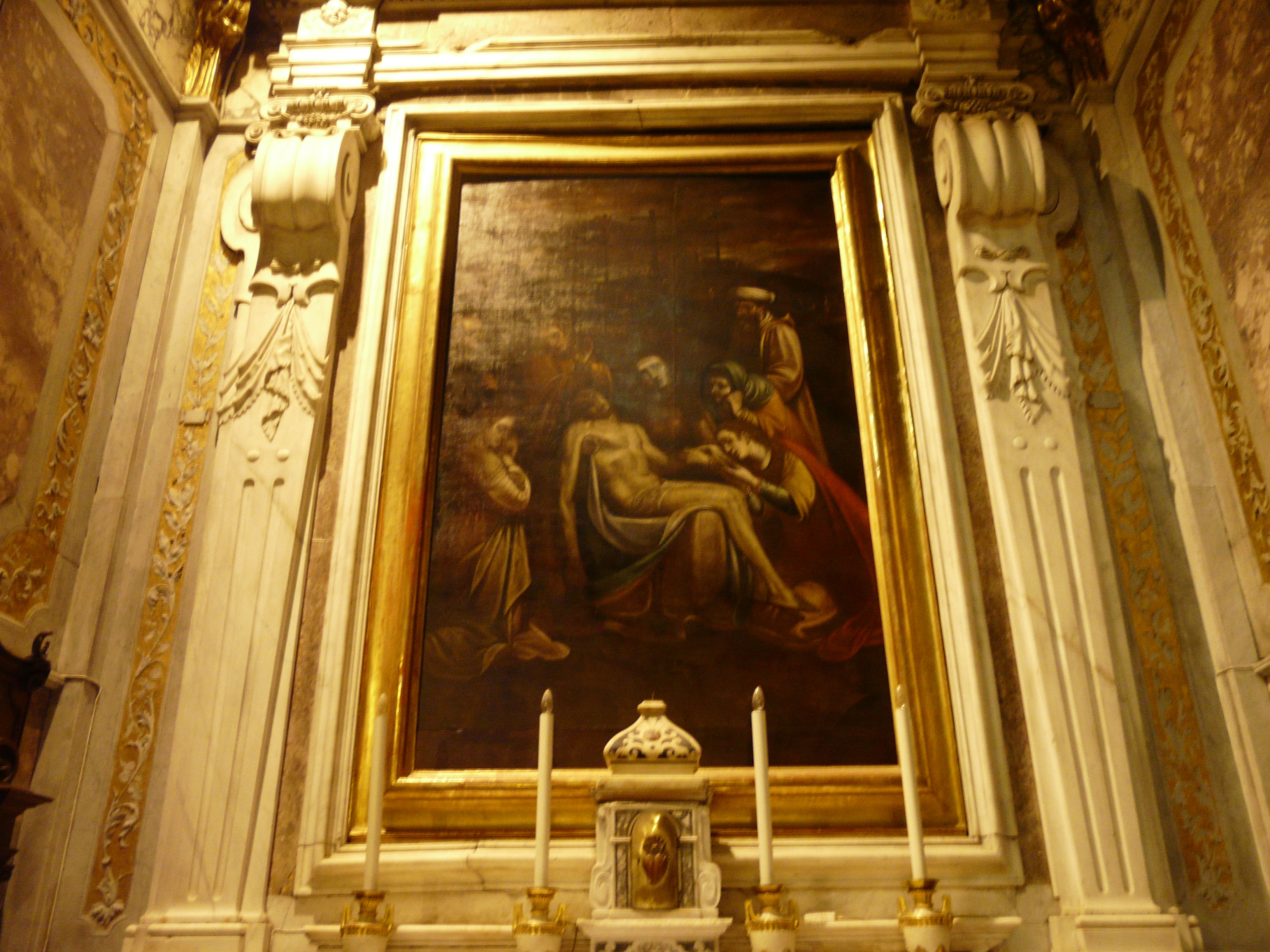
Оплакування Христа.Базиліка Санта Маргеріта Лігурійська,Лігурія, Італія.